# 성수면 (진안군)
성수면(聖壽面)은 전북특별자치도 진안군의 면이다. 인접한 임실군 성수면과 한자까지 같은 동일한 이름이다.

## 행정 구역
- 구신리
- 도통리
- 신기리
- 외궁리
- 용포리
- 좌산리
- 좌포리
- 중길리

## 학교
- 외궁초등학교 (외궁리)
  - 성신분교 (폐교) - 성수면 성백로 607-3 (구신리)
- 좌산초등학교 (폐교) - 성수면 관진로 431 (좌산리)
- 좌포초등학교 (폐교) - 성수면 원좌길 51 (좌포리)
- 진성중학교 (외궁리)